# Pectinobotys woytkowskii
Pectinobotys woytkowskii là một loài bướm đêm trong họ Crambidae.